# Солбијате Арно
Солбијате Арно (итал. Solbiate Arno) је насеље у Италији у округу Варезе, региону Ломбардија.
Према процени из 2011. у насељу је живело 3016 становника. Насеље се налази на надморској висини од 323 м.

## Становништво
Према резултатима пописа становништва 2011. у општини је живело 4.274 становника.
| 1931. | 1936. | 1951. | 1961. | 1971. | 1981. | 1991. | 2001. | 2011. |
| ----- | ----- | ----- | ----- | ----- | ----- | ----- | ----- | ----- |
| 1.445 | 1.469 | 1.921 | 2.498 | 3.288 | 3.522 | 4.057 | 4.027 | 4.274 |